# Cristian Ispas
Cristian Ispas (n. 2 august 1964, Bragadiru )  este un activist român în domeniul serviciilor sociale pentru persoane cu dizabilități. Membru fondator și conducător al Fundației Motivation Romania din anul 1995, este unul dintre susținătorii activi ai accesului la educație al copiilor cu dizabilități și al integrării lor sociale. De la înființare până azi fundația pe care o conduce a redat speranța într-o viață împlinită unui număr de peste 9.000 de copii și adulți cu dizabilități.

## Carieră
Cristian Ispas este absolvent al Institutului Politehnic Bucuresti, Facultatea de Electrotehnică, promoția 1988. În perioada Septembrie 1998 - Iunie 2000 urmează cursurile Colegiului de Administrarea Afacerilor al Universității Drexel, Philadelphia, SUA.
După terminarea facultății activează ca inginer la Întreprinderea de Mașini Grele din București. In 1992 se alatură unei echipe de voluntari ai Crucii Rosii Internaționale  venită în Romania să ajute în special răniții de la revoluție. Inspirat de această experiență, din anul 1993 își începe activitatea în domeniul serviciilor sociale pentru persoane cu dizabilități. 
Dorind să ofere o alternativă pentru scaunele rulante din Romania începe colaborarea cu Motivation Charity Trust din Marea Britanie, care ajuta la înființarea unor mici ateliere de producție scaune rulante în țări în curs de dezvoltare. În perioada mai 1993 – iunie 1995 este coordonator de proiecte în cadrul Motivation Charitable Trust, Marea Britanie și realizează:
- Înființarea a două unități de producție de scaune rulante de tip activ în colaborare cu două organizații neguvernamentale locale
- Formarea tehnicienilor si terapeuților
- Coordonarea aprovizionării cu materii prime, a producției de scaune rulante și a controlului calității
- Crearea unei rețele de distribuție de scaune rulante prin intermediul organizațiilor neguvernamentale, spitalelor și centrelor de recuperare
- Coordonarea producției de sisteme de pozitionare pentru copii cu infirmitate motorie cerebrala

	
În anul 1995 înființează împreună cu alți colaboratori Fundația Motivation Romania și se concentrează pentru început pe dezvoltarea  producției de scaune rulante active și îmbunățățirea tehnologiei de instruirie a ultilizatorilor de scaun rulant.
Creează Centrul Pilot pentru Recuperare Activă și Reintegrare Socială cu sprijin obținut prin programul PHARE-SESAM al UE administrat de MMSS (1997-1999).
În anul 2000, devine membru al Biroului FRSPH (Federația Română a Sportului Pentru Persoanele cu Handicap).
Colaborarea cu Motivation Charitable Trust, UK va continua și în perioada Iunie 2000 – Mai 2002 în care se va implica în dezvoltarea proiectelor Motivation UK in Europa de Est in paralel cu extinderea serviciilor din România.
În 2002 contribuie la implementarea proiectului pilot Impact finanțat de USAID pentru servicii rezidentiale alternative pentru copii cu handicap mental din orfelinate din Romania.
În octombrie 2003, Cristian Ispas a fost numit Director Național al Special Olympics România. Sub coordonarea sa, organizația a primit subventii de la USAID și UNICEF, precum și alte organizații internaționale și donatori locali. Prin aceste subvenții, și în colaborare cu partenerii guvernamentali și neguvernamentali din țară și străinătate organizația sa extins rapid pentru a facilita organizarea în curs Special Olympics sport și programe complementare din toată România.
În perioada Octombrie 2006 – Martie 2007 este implicat în Campania națională de informare și conștientizare a opiniei publice cu privire la persoanele cu handicap. Componenta de construcție instituțională a programului Phare 2003/005-551.01.04.03 „Asistență pentru reforma sistemului de protecție a persoanelor cu handicap”. 
Derulează programele de instruire pentru persoane cu handicap și ONG-uri din România, Albania, Bulgaria, Lituania, Estonia, Letonia si Moldova.
Inițiază și derulează elaborarea studiilor si proiectarea bazelor de date despre situația medico-socială a persoanelor cu traumatisme vertebro medulare din România.
Colaborează la crearea și livrarea de programe de instruire dedicate specialiștilor din domeniul asistenței sociale/promovării drepturilor persoanelor cu dizabilități, programe de instruire pentru viață independentă pentru utilizatorii de scaun rulant, instruiri privind asistența persoanelor cu dizabilități și a persoanelor cu mobilitate redusă în aeroporturi, instruiri privind sustenabilitatea întreprinderii sociale.

## Distincții
Medalia ”Meritul Sportiv” clasa a III-a acordată prin DECRET nr. 433 din 16 martie 2009, EMITENT: PREȘEDINTELE ROMÂNIEI, PUBLICAT ÎN: MONITORUL OFICIAL nr. 170 din 18 martie 2009.

## Interviuri
- Persoanele cu dizabilități sunt angajați mai loiali Arhivat în 7 noiembrie 2013, la Wayback Machine., Andrei Munteanu, România Liberă, 8 noiembrie 2010, [la data 20 august 2013].
- Știri Trafic.ro, Lupta cu dizabilitatea este una morala! Arhivat în 27 septembrie 2013, la Wayback Machine. (interviu Cristian Ispas, Motivation), 29 octombrie 2010, [accesat la 20 august 2013].

## Citări
- Motivation a lansat Harta Accesibilitatii pentru cei cu dizabilitati locomotorii[nefuncțională]
, Dizabilitati.comunitate online,  5 decembrie 2012, [la data 20 august 2013].
- Președintele Motivation: 30 milioane de euro necolectați de la angajatori care nu încadrează persoane cu handicap, Alexa, Aurelia,  Mediafax, 11 octombrie 2011, [la data 20 august 2013].
- Clinica de Recuperare Motivation, inaugurata astazi 24 august 2011 Arhivat în 27 septembrie 2013, la Wayback Machine., Claudia Spridon, 24 august 2011 [la data 20 august 2013].
- Fundatia Motivation: o sansa pentru persoanele cu dizabilitati Arhivat în 22 septembrie 2013, la Wayback Machine., Stiriong.ro, 7 aprilie 2011, [la data 20 august 2013].
- Sprijinul pentru persoanele cu handicap locomotor, "insuficient", Daniela Mănuță, Radio Romania Actualități, 17 noiembrie 2010, [la data 20 august 2013].
- "Handicapații" dăunează grav distracției orașului, Carmen Preotesoiu, 31 iulie 2009, Jurnalul, [la data 20 august 2013].
- România va exporta în Africa și Asia „scaune rulante pentru baschet și tenis” la prețuri de dumping, Gândul, 22 aprilie 2008, [la data 20 august 2013].
- Champions with Our Support: Promoting the rights of children with disabilities in Romania Arhivat în 28 septembrie 2013, la Wayback Machine., unicef,  14 noiembrie 2007, [la data 20 august 2013].
- Zoominfo, Cristian Ispas Profile, [la data 20 august 2013].